# Gertrud Meyer (Politikerin)
Gertrud Meyer, auch Gertrud Danielsen, (* 14. Juli 1914 in Lübeck; † 19. November 2002 in Oslo) war eine deutsche Widerstandskämpferin und an der Seite Willy Brandts in Norwegen als dessen Lebensgefährtin gegen das NS-Regime tätig.

## Kindheit und Ausbildung
Gertrud Meyer wurde am 14. Juli 1914 in Lübeck als zehntes Kind einer Arbeiterfamilie geboren. Ihr Vater Friedrich Meyer (1861–1951) war Huf- und Wagenschmied und arbeitete als Schlosser; ihre Mutter Marie (1865–1945) war Näherin. Gertrud Meyer besuchte von 1925 bis 1930 die weltlich orientierte Gemeinschaftsschule in Lübeck und erwarb die Mittlere Reife. Danach absolvierte sie eine kaufmännische Lehre und schloss 1933 die damit verbundene Handelsschule ab. Unmittelbar danach war sie als Stenotypistin der Lübecker Großhandlung Oldörp & Jürgens tätig.

## Politische Tätigkeit
Sie war von 1931 an zunächst Mitglied der Sozialistischen Arbeiterjugend (SAJ), die sie aber nach wenigen Monaten verließ. Sie trat dem gerade erst gegründeten Sozialistischen Jugendverband Deutschlands (DSJV/SJVD) bei und später der bald danach verbotenen Sozialistischen Arbeiterpartei Deutschlands (SAP/SAPD), für die sie im Untergrund arbeitete und mehrere Funktionen übernahm. In der Lübecker SAP-Ortsgruppe mit 75 Mitgliedern gehörte sie wie Brandt zum linken Flügel. Anfang Mai 1933 wurden in Lübeck 14 Funktionäre und Anhänger der SAP verhaftet, darunter auch Gertrud Meyer. Vier Wochen später folgte die Entlassung aus dem Gefängnis; sie verlor jedoch ihre Arbeitsstelle.
Anfang Juli 1933 reiste sie nach Oslo; Brandt war bereits seit April 1933 dort. Sie erhielt eine begrenzte Aufenthaltserlaubnis, die immer wieder verlängert wurde. Zeitweise war sie Mitglied der kommunistischen Arbeiterorganisation „Mot Dag“ („Dem Tag entgegen“). Insgesamt engagierte sie sich stark für die SAP, die subversiv gegen die NS-Diktatur agierte. Zu ihren Aufgaben gehörte auch Hilfe für Flüchtlinge. Sie fungierte als Geschäftsführerin und später als politische Leiterin der Osloer SAP-Gruppe. Wie Brandt lernte sie sehr schnell Norwegisch. Beide waren auch für linksgerichtete norwegische Arbeiterbewegungen tätig.

## Privatleben
Im Dezember 1936 ging Gertrud Meyer eine „Pass-Ehe“ mit dem norwegischen Studenten Gunnar Gaasland ein. Dadurch wurde sie die Norwegerin Gertrud Gaasland und konnte umfangreicher und offener für die SAP arbeiten. So konnte sie auch als Redakteurin für SAP-Organe genannt werden. Nach einer Zeit der Arbeitslosigkeit bekam sie Stellen bei zwei ebenfalls Exilierten, den Psychoanalytikern Otto Fenichel (1934) und Wilhelm Reich (ab 1935 für sechs Jahre).

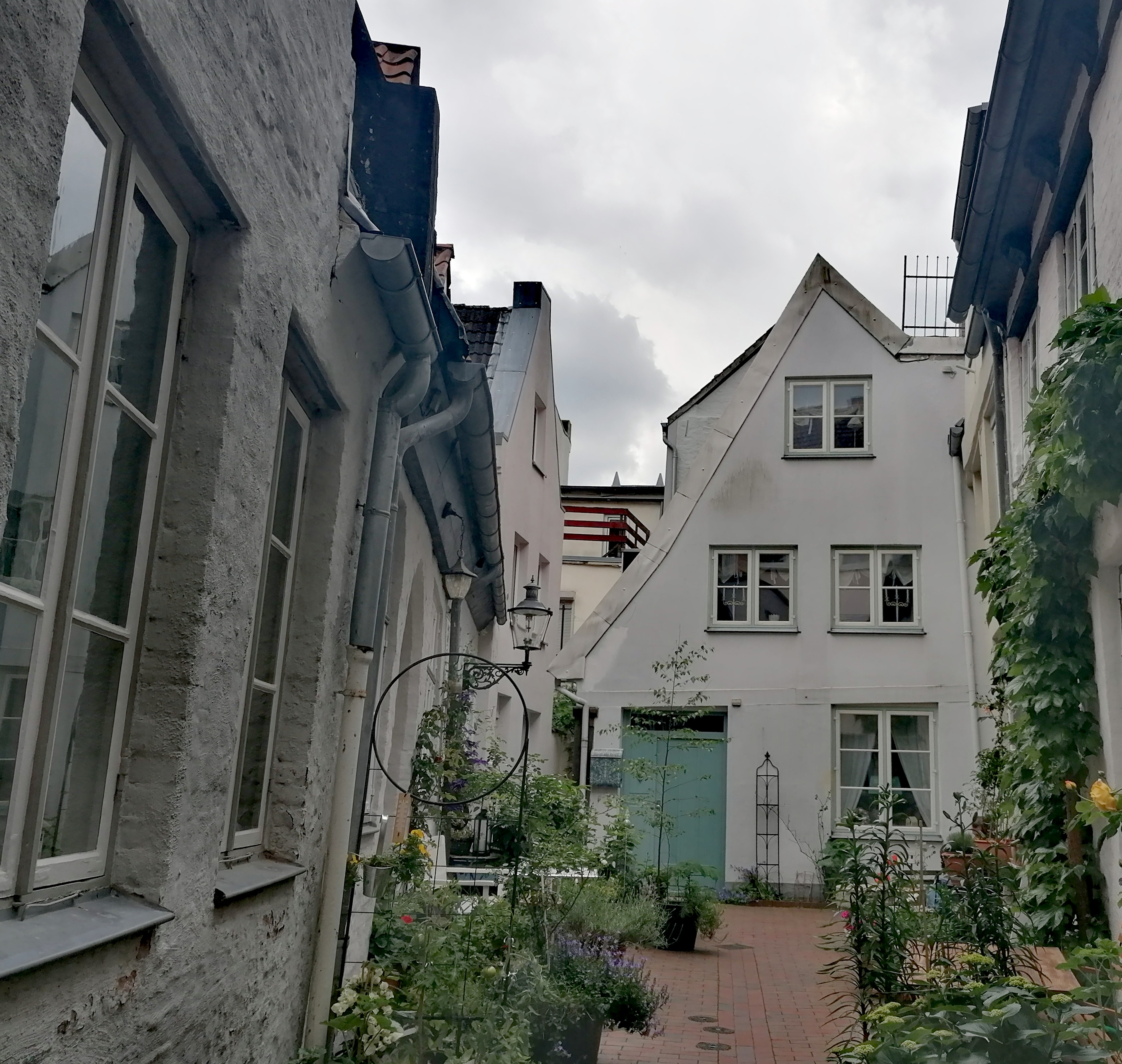
Das zentrale Haus Nummer 1: Marlesgrube 56, Durchgang zur Depenau

Sie war Tochter des Hauses Nummer 1 im lübeckischen Durchgang, das Willy Brandt, zu jener Zeit noch Herbert Frahm, von 1931 bis 1933 bewohnte. In Oslo entwickelte sich ihre Freundschaft zu einer bis 1939 anhaltenden festen Beziehung; beide wohnten zusammen. Sie unterstützte Brandt finanziell; er war wiederholt von Ausweisung bedroht und fand keine feste Anstellung.
Im Mai 1939 schiffte sich Gertrud Gaasland, die inzwischen Wilhelm Reichs Laborassistentin war, mit Reichs gesamter Laborausrüstung nach New York ein, wohin ihr Reich Ende August folgte. Im Frühjahr 1941 kam es jedoch zu politischen Auseinandersetzungen zwischen beiden; auch das Arbeitsverhältnis wurde aufgelöst. Sie fand danach in New York eine Stelle beim Sozialkomitee für norwegische Seeleute in Amerika. Sie engagierte sich dort weiter für die Flüchtlingshilfe und andere politische Ziele. Anfang 1946 kehrte sie nach Norwegen zurück. Im Februar 1947 konnte sie erstmals nach 14 Jahren Exil wieder ihre Heimatstadt Lübeck besuchen. Ihre Ehe mit Gunnar Gaasland war bereits geschieden. 1947 heiratete sie den norwegischen Kapitän Harry Danielsen und lebte mit ihm meist in New York. 1955 zog sie mit ihm erneut nach Oslo; sie arbeitete als Sekretärin in einem Patentbüro. 1992 starb ihr Mann. Im Juli 1992 besuchte sie noch einmal Lübeck. Als sie dort von der schweren Erkrankung Brandts hörte, schrieb sie ihm noch einen Brief, den er durch einen Mitarbeiter beantworten ließ, da er nicht mehr persönlich antworten konnte.
Am 19. November 2002 starb sie als Gertrud Danielsen in Oslo. Seit dem 1. Oktober 2024 erinnert ein Stolperstein vor ihrem Elternhaus an Gertrud Meyer.

## Sonstiges
Gertrud Meyer war nie bereit, sich in Interviews und eigenen Schriften näher zu ihrer Zeit in Lübeck, in Norwegen und in den USA zu äußern, auch nicht zum Verhältnis mit Willy Brandt. Ausführlich vorgestellt wurde sie erst 2013 in dem Buch von Gertrud Lenz, das auf einer Dissertation beruht. Als Brandt 1971 den Friedensnobelpreis in Oslo erhielt, lud er Gertrud Meyer nicht zu den Feierlichkeiten ein. Ihre Briefe an ihn belegen die Verbitterung und Enttäuschung darüber. In seinen Erinnerungen und anderswo hat Brandt nur sehr zurückhaltend und kursorisch über die Jahre mit ihr geschrieben.